# Goszyce (Petite-Pologne)
Pour l’article homonyme, voir Goszyce (Opole).
Goszyce est une localité polonaise de la gmina de Kocmyrzów-Luborzyca, située dans le powiat de Cracovie en voïvodie de Petite-Pologne.